# Chrysobothris queenslandica
Chrysobothris queenslandica es una especie de escarabajo del género Chrysobothris, familia Buprestidae. Fue descrita científicamente por Hawkeswood en 1986.